# Premières de la saison (festival)
Les Premières de la saison sont un festival international de musique fondé par le ministère de la Culture de l'Ukraine et  l'Union nationale des compositeurs d'Ukraine le 1er décembre 1988. Le compositeur ukrainien Ihor Chtcherbakov est l'initiateur et directeur musical du festival. Depuis 1989, il a lieu chaque année à Kiev, en Ukraine, au printemps, de fin mars à début avril. En 2015, il s'est tenu du 24 mai au 1er juin.

## Présentation
Le festival présente traditionnellement de la musique symphonique, de chambre, chorale et d'opéra interprétée par une sélection d'ensembles et de solistes ukrainiens et étrangers. Le festival est rattaché à une association internationale de festivals de musique et de théâtre, l'ISPA (International Society for Performing Arts ou « Société internationale des arts du spectacle »). Le festival programme principalement des créations musicales de compositeurs ukrainiens.
Les concerts du festival ont lieu dans la salle des colonnes de la Philharmonie nationale d'Ukraine, la grande et la petite salle de l'Académie de musique Tchaïkovski de Kiev, la Maison de la musique d'orgue, la Maison des scientifiques et d'autres salles.
Le festival comprend également des conférences scientifiques, des classes de maître de compositeurs et d'interprètes, des présentations de nouvelles publications, des CD, des enregistrements vidéo et audio de nouvelles œuvres et des rencontres créatives avec des artistes.

## Éditions spéciales

### 20eanniversaire
Du 5 au 10 avril 2010, le Festival international du 20e anniversaire de l'Union nationale des compositeurs d'Ukraine (« Premières musicales de la saison 2010 ») a eu lieu à Kiev.

### 25eanniversaire
Du 24 mai au 1er juin 2015, le 25e Festival international de  de l'Union nationale des compositeurs d'Ukraine (« Premières musicales de la saison 2015 ») a eu lieu à Kiev.
Le festival est dédié à la fête de la capitale de l'Ukraine, la « Journée de Kiev ».